# Der Junge mit dem großen schwarzen Hund
Der Junge mit dem großen schwarzen Hund ist ein deutscher Kinderfilm der DEFA von Hannelore Unterberg aus dem Jahr 1986. Er entstand nach dem gleichnamigen Jugendbuch von Hildegard und Siegfried Schumacher.

## Handlung
Dem Jungen Ulf läuft ein großer, schwarzer Neufundländer zu. Zunächst spielt er mit dem Hund und teilt seine Himbeerbonbons mit ihm, versucht ihn jedoch auf dem Heimweg loszuwerden, da seine Mutter schon Hamster als Haustiere ablehnt. Am Ende landet der Hund, den Ulf „Nepomuk“ nennt, doch in der Wohnung. Die Mutter ist entsetzt, während der Vater an seine eigene Kindheit und seinen damaligen Hundewunsch denkt und Nepomuk die Nacht über in der Wohnung behalten will. Bald weckt Nepomuk mit seinem Gebell die gesamte Nachbarschaft und sorgt für Unfrieden. Auch die nächsten Tage stellt der Hund das gewohnte Leben der Familie auf den Kopf, stürzt die Wohnung ins Chaos, als er tagsüber allein gelassen wird, und zerreißt im Hof aufgehängte Wäsche der Nachbarin. Die Mieter des Plattenbaus bestimmen schließlich, dass der Hund weg soll. Die Eltern erzählen Ulf, dass sich der Besitzer des Hundes gemeldet hat. Der Vater bringt Nepomuk jedoch heimlich ins Tierheim und Ulf, misstrauisch geworden, dass er bei der Übergabe des Hundes nicht dabei sein darf, folgt dem Vater und befreit den bereits in den Zwinger gesperrten Nepomuk. Gemeinsam fliehen sie und landen schließlich beim verschrobenen Oscar, der in einer kleinen Hütte mit Hühnern und Hasen lebt und sich mit dem Verkauf der hofeigenen Kirschen und Blumen die Rente aufbessert. Widerwillig stimmt er zu, den Hund aufzunehmen. Ulf verspricht, regelmäßig für die Verpflegung des Hundes zu sorgen und auch Oscar hin und wieder Alkoholisches zu organisieren.
Die täglichen Besuche bei Oscar und Nepomuk und das Geldverdienen für das Fressen des Hundes lassen Ulfs schulische Leistungen schlechter werden. Er vergisst Hausaufgaben oder erinnert sich erst spät in der Nacht an bestimmte Aufgaben, die er dann heimlich unter der Bettdecke löst. Auch der Versuch, bei Oscar Hausaufgaben zu machen, geht nicht gut, da Nepomuks Streiche immer wieder für Ablenkung sorgen. Die Lehrerin will Ulf dazu bringen, wieder so wie früher mit seiner Nachbarin Sabine Hausaufgaben zu machen, doch will Ulf niemanden in sein Geheimnis um Nepomuk einweihen. Seine Eltern nicht, weil sie ihn belogen haben, und Sabine nicht, weil Oscar keine weiteren Kinder um sich herum haben will und weil das Mädchen sich häufig besserwisserisch gibt. Er versetzt sie, als sie mit ihm Hausaufgaben machen will und sie überrascht ihn wenig später beim Blumenverkauf. Nun wird sie in alles eingeweiht und begleitet Ulf täglich zu Oscar und Nepomuk. Zu viert beginnen sie mit der Probe einer kleinen Zirkusnummer, war Oscar doch nach eigener Erzählung eine Zeit lang beim Zirkus. Auch seine abenteuerlichen Geschichten aus Indien und anderen Teilen der Welt, die Oscar durch Mitbringsel und Kostüme belegt, glauben ihm die Kinder.
Eines Tages geht es zu viert zum Rummel. Während Ulf und Sabine sämtliche Fahrgeschäfte ausprobieren, betrinkt sich Oscar. Dessen Freunde erklären den beiden Kindern, dass Oscar nie in Indien war. Als auch noch Nepomuk spurlos verschwindet, reagiert Ulf wütend, sei Oscar doch genauso schlecht wie alle anderen Erwachsenen. Er will ihn nie wieder sehen. Beide Kinder kommen erst nachts nach Hause und müssen nun ihren aufgeregten Eltern alles beichten. Lange sucht Ulf in den nächsten Tagen nach Nepomuk, bis er ihn schließlich findet. Durch Sabines Vermittlung kommt es zur Versöhnung mit Oscar, der den Hund wieder bei sich aufnehmen will. Gemeinsam geben Ulf, Sabine, Oscar und Nepomuk ihr einstudiertes Zirkusprogramm im Hof der Plattenbausiedlung zum Besten und sämtliche Hausbewohner und die Eltern der Kinder sehen der Aufführung begeistert zu.

## Produktion
Der Film wurde zwischen 1984 und 1985 gedreht. Er erlebte am 15. Juni 1986 im Berliner Colosseum seine Premiere. Im Jahr 1987 lief der Film im Rahmen des Kinderfilmfests auf der Berlinale. 
Liedermacher Gerhard Schöne ist in einer Nebenrolle als Musiker zu sehen. Zudem singt er das Titellied War mal ein Hund, ein großer.

## Kritik
Die zeitgenössische Kritik merkte an, dass der Film nicht „rund“ wirke, obwohl er „heiter und traurig, komisch und melancholisch“ sei. Vor allem die Darstellung von Ulfs Eltern wurde als „steif und einschichtig“ kritisiert. Die Regie habe sich zu stark auf die Ausstrahlung Kurt Böwes verlassen – dessen Auftritt von der Kritik gelobt wurde – während das eigentliche Thema des Films, die Probleme der Tierhaltung bei Kindern, nur angerissen werde, so Frank-Burkhard Habel rückblickend.
Andere Kritiker befanden: „Da der Konfliktstoff nie wirklich ausgereizt wird, reißt der Film sein Thema nur an, bleibt an der Oberfläche und bietet keine plausiblen Lösungen. Die Variante, die zum Schluß als Ausweg offeriert wird, ist eine – wenig wahrscheinliche – romantische Fiktion. Ältere Kinder werden sich damit kaum begnügen.“ Hannelore Unterbergs Film zeichne sich vor allem durch Anspruchslosigkeit aus, schrieb die Berliner Zeitung.
Für den film-dienst war Der Junge mit dem großen schwarzen Hund ein „recht bieder inszenierter Kinderfilm, der wenig Anteilnahme aufkommen lässt und ebenso wenig Spannung vermittelt; kritische Töne des Stoffes bleiben weitgehend ungenutzt.“